# Irak'li Sikharulidze
Irak'li Sikharulidze (geo. ირაკლი სიხარულიძე; Tbilisi, 18 luglio 1990) è un calciatore georgiano, attaccante del Saburtalo Tbilisi.

## Statistiche

### Cronologia presenze e reti in nazionale
| Cronologia completa delle presenze e delle reti in nazionale ― Georgia | Cronologia completa delle presenze e delle reti in nazionale ― Georgia | Cronologia completa delle presenze e delle reti in nazionale ― Georgia | Cronologia completa delle presenze e delle reti in nazionale ― Georgia | Cronologia completa delle presenze e delle reti in nazionale ― Georgia | Cronologia completa delle presenze e delle reti in nazionale ― Georgia | Cronologia completa delle presenze e delle reti in nazionale ― Georgia | Cronologia completa delle presenze e delle reti in nazionale ― Georgia |
| Data                                                                   | Città                                                                  | In casa                                                                | Risultato                                                              | Ospiti                                                                 | Competizione                                                           | Reti                                                                   | Note                                                                   |
| ---------------------------------------------------------------------- | ---------------------------------------------------------------------- | ---------------------------------------------------------------------- | ---------------------------------------------------------------------- | ---------------------------------------------------------------------- | ---------------------------------------------------------------------- | ---------------------------------------------------------------------- | ---------------------------------------------------------------------- |
| 10-11-2017                                                             | Gori                                                                   | Georgia                                                                | 1 – 0                                                                  | Cipro                                                                  | Amichevole                                                             | -                                                                      | 83’                                                                    |
| 13-11-2017                                                             | Kutaisi                                                                | Georgia                                                                | 2 – 2                                                                  | Bielorussia                                                            | Amichevole                                                             | 1                                                                      | 30’ 80’                                                                |
| Totale                                                                 |                                                                        | Presenze                                                               | 2                                                                      |                                                                        | Reti                                                                   | 1                                                                      |                                                                        |

## Palmarès

### Club

#### Competizioni nazionali
- Campionato georgiano: 1

Saburtalo Tbilisi: 2024
- Coppa di Georgia: 1

Dinamo Tbilisi: 2008-2009
- Supercoppa di Georgia: 1

Dinamo Tbilisi: 2008

### Individuale
- Capocannoniere del campionato georgiano: 1

2017 (25 gol)